# Ballad of Easy Rider
Ballad of Easy Rider ist das achte Studioalbum der US-amerikanischen Folk-Rock-Band The Byrds, das neunte, wenn man ihr Greatest Hits-Album mitzählt. Es erschien am 29. Oktober 1969 auf dem Label Columbia Records. In den Vereinigten Staaten erreichte das Album #36 der Pop-Charts, in Großbritannien #41. Dank der Rückkehr Terry Melchers, des Produzenten der ersten beiden Byrds-Alben, war Ballad of Easy Rider unter Fans und Kritikern ein weit größerer Erfolg als der Vorgänger Dr. Byrds & Mr. Hyde.
Da Roger McGuinn in der Entstehungsphase des Albums hauptsächlich damit beschäftigt war die Musik für Jacques Levys Pop-Version von Peer Gynt zu komponieren und die drei anderen Mitglieder im Songs schreiben wenig Erfahrung hatten, besteht Ballad of Easy Rider hauptsächlich aus Coverversionen von Songs anderer Interpreten. Von jedem Bandmitglied ist nur je ein selbstverfasstes Lied enthalten. McGuinn steuerte den Titeltrack bei, der in einer Solo-Version von ihm schon auf dem Easy Rider-Soundtrack erschienen war.
Zwei Singles wurden von dem Album ausgekoppelt. Ballad of Easy Rider mit der B-Seite Oil in My Lamp erschien am 1. Oktober, noch vor Veröffentlichung des Albums, und erreichte in den amerikanischen Single-Charts #65. Jesus Is Just Alright, das die Doobie Brothers 1972 zum Hit machten, kam erst am 15. Dezember auf den Markt und kam nur bis #97. B-Seite war eine neue Version des Bob-Dylan-Songs It’s All Over Now, Baby Blue, den die Byrds in der Originalbesetzung 1965 schon einmal aufgenommen, damals aber nicht veröffentlicht hatten.

## Titelliste

### A-Seite
1. Ballad of Easy Rider (Roger McGuinn) – 2:00
2. Fido (John York) – 2:40
3. Oil in My Lamp (Gene Parsons/Clarence White) – 3:13
4. Tulsa County (Pamela Polland) – 2:49
5. Jack Tarr the Sailor (Traditional; Arrangement: Roger McGuinn) – 3:31

### B-Seite
1. Jesus Is Just Alright (Arthur Reid Reynolds) – 2:10
2. It’s All Over Now, Baby Blue (Bob Dylan) – 4:53
3. There Must Be Someone (I Can Turn To) (Vern Gosdin/Rex Gosdin) – 3:29
4. Gunga Din (Gene Parsons) – 3:03
5. Deportee (Plane Wreck at Los Gatos) (Woody Guthrie/Martin Hoffman) – 3:50
6. Armstrong, Aldrin and Collins (Zeke Manners/S. Seely) – 1:41

### Wiederveröffentlichung
Am 25. März 1997 veröffentlichte Columbia das Album auf CD mit folgenden Bonustracks:
1. Way Beyond the Sun (Traditional; Arrangement: Roger McGuinn) – 2:56
2. Mae Jean Goes to Hollywood (Jackson Browne) – 2:44
3. Oil in My Lamp (Gene Parsons/Clarence White) – 2:02 (alternative Version)
4. Tulsa County (Pamela Polland) – 3:39 (alternative Version)
5. Fiddler a Dram (Moog Experiment) (Traditional; Arrangement: Roger McGuinn) – 3:10
6. Ballad of Easy Rider (Roger McGuinn) – 2:26 (alternative Version)
7. Build It Up (Clarence White/Gene Parsons) – 5:34 (Instrumental; mit Radiowerbungen als Hidden Tracks)